# Citeró
|  | Per l'heroi grec que li donà nom, vegeu «Citeró (mitologia)». |

El Citeró (en grec: Κιθαιρώνας, Kitheronas; en grec antic: Κιθαιρών, Kithairṓn) és una cadena muntanyosa de Grècia que separa Beòcia de l'Àtica. El seu punt culminant fa 1409 m. Segons la mitologia grega, era l'indret on tenien lloc les festes del déu Dionís.
A l'antiguitat, es deia que el nom li venia de l'heroi Citeró, un mític rei de Platea que va ajudar Zeus amb els seus consells quan Hera s'havia enfadat amb ell. El cim era sagrat, i estava dedicat a Zeus Citeroni, i també a Hera: cada set anys s'hi celebraven les festes de les Dedàlies, dedicades a aquesta deessa, com explica Pausànies.
El Citeró també era una muntanya consagrada a Dionís, i va ser el lloc on van passar certes llegendes conegudes, com la metamorfosi d'Actèon, la mort de Penteu i l'exposició d'Èdip. Els boscos que cobrien el Citeró abundaven en caça. Es deia que en una època molt primitiva hi abundaven els llops i els lleons, i el Lleó de Citeró, mort per Hèracles, vivia en aquests indrets.